# Campeonato Neerlandés de Fútbol 1938-39
El Campeonato Neerlandés de Fútbol 1938/39 fue la 51.ª edición del campeonato de fútbol de los Países Bajos. Participaron 51 equipos divididos en cinco divisiones. El campeón nacional sería determinado por un grupo final formado con los ganadores de las divisiones de fútbol del este, norte, sur y dos del oeste. AFC Ajax ganó el campeonato de este año.

## Nuevos participantes
Eerste Klasse Este:
- Promovido desde la 2ª división: Quick Nijmegen

Eerste Klasse Norte:
- Promovido desde la 2ª división: FVC

Eerste Klasse Oeste-I:
- Trasladado desde Oeste-II: Blauw-Wit Amsterdam, HVV 't Gooi, HBS Craeyenhout, Hermes DVS, Stormvogels y Xerxes

Eerste Klasse Oeste-II:
- Trasladado desde Oeste-I: AFC Ajax, DFC, RFC, VSV, VUC
- Promovido desde la 2ª división: DOS

## Divisiones

### Eerste Klasse Este
| Pos | Equipo          | PJ | PG | PE | PP | GF | GC | Pts | DG  | Notas                                     |
| --- | --------------- | -- | -- | -- | -- | -- | -- | --- | --- | ----------------------------------------- |
| 1   | NEC Nijmegen    | 18 | 11 | 3  | 4  | 35 | 29 | 25  | +6  | Clasificado al grupo final por el título. |
| 2   | AGOVV Apeldoorn | 18 | 10 | 4  | 4  | 54 | 32 | 24  | +22 |                                           |
| 3   | Heracles        | 18 | 10 | 3  | 5  | 49 | 28 | 23  | +21 |                                           |
| 4   | SC Enschede     | 18 | 10 | 3  | 5  | 36 | 24 | 23  | +12 |                                           |
| 5   | Go Ahead        | 18 | 7  | 4  | 7  | 34 | 32 | 18  | +2  |                                           |
| 6   | HVV Tubantia    | 18 | 7  | 4  | 7  | 41 | 42 | 18  | -1  |                                           |
| 7   | FC Wageningen   | 18 | 4  | 6  | 8  | 29 | 46 | 14  | -17 |                                           |
| 8   | Quick Nijmegen  | 18 | 4  | 5  | 9  | 33 | 41 | 13  | -8  |                                           |
| 9   | HVV Hengelo     | 18 | 5  | 3  | 10 | 32 | 44 | 13  | -12 |                                           |
| 10  | ZAC             | 18 | 2  | 5  | 11 | 24 | 49 | 9   | -24 | Descendido a la segunda división.         |

PJ = Partidos jugados; PG = Partidos ganados; PE = Partidos empatados; PP = Partidos perdidos; GF = Goles a favor; GC = Goles en contra; Pts = Puntos; DG = Diferencia de goles

### Eerste Klasse Norte
| Pos | Equipo          | PJ | PG | PE | PP | GF | GC | Pts | DG  | Notas                                     |
| --- | --------------- | -- | -- | -- | -- | -- | -- | --- | --- | ----------------------------------------- |
| 1   | Achilles 1894   | 18 | 12 | 4  | 2  | 43 | 18 | 28  | +25 | Clasificado al grupo final por el título. |
| 2   | GVAV Rapiditas  | 18 | 12 | 3  | 3  | 49 | 24 | 27  | +25 |                                           |
| 3   | sc Heerenveen   | 18 | 12 | 1  | 5  | 61 | 49 | 25  | +12 |                                           |
| 4   | Sneek Wit Zwart | 18 | 10 | 4  | 4  | 31 | 18 | 24  | +13 |                                           |
| 5   | HSC             | 18 | 9  | 3  | 6  | 42 | 36 | 21  | +6  |                                           |
| 6   | VV Leeuwarden   | 18 | 6  | 2  | 10 | 28 | 35 | 14  | -7  |                                           |
| 7   | Be Quick 1887   | 18 | 4  | 3  | 11 | 30 | 48 | 11  | -18 |                                           |
| 8   | Velocitas 1897  | 18 | 3  | 5  | 10 | 23 | 43 | 11  | -20 |                                           |
| 9   | Veendam         | 18 | 3  | 4  | 11 | 33 | 47 | 10  | -14 |                                           |
| 10  | FVC             | 18 | 2  | 5  | 11 | 28 | 50 | 9   | -22 | Descendido a la segunda división.         |

PJ = Partidos jugados; PG = Partidos ganados; PE = Partidos empatados; PP = Partidos perdidos; GF = Goles a favor; GC = Goles en contra; Pts = Puntos; DG = Diferencia de goles

### Eerste Klasse Sur
| Pos | Equipo         | PJ | PG | PE | PP | GF | GC | Pts | DG  | Notas                                     |
| --- | -------------- | -- | -- | -- | -- | -- | -- | --- | --- | ----------------------------------------- |
| 1   | FC Eindhoven   | 20 | 14 | 3  | 3  | 44 | 13 | 31  | +31 | Clasificado al grupo final por el título. |
| 2   | MVV Maastricht | 20 | 11 | 6  | 3  | 43 | 35 | 28  | +8  |                                           |
| 3   | NAC            | 20 | 10 | 6  | 4  | 33 | 19 | 26  | +14 |                                           |
| 4   | PSV Eindhoven  | 20 | 7  | 6  | 7  | 35 | 32 | 20  | +3  |                                           |
| 5   | Juliana        | 20 | 8  | 4  | 8  | 39 | 39 | 20  | 0   |                                           |
| 6   | Willem II      | 20 | 9  | 2  | 9  | 40 | 41 | 20  | -1  |                                           |
| 7   | LONGA          | 20 | 7  | 4  | 9  | 39 | 32 | 18  | +7  |                                           |
| 8   | BVV Den Bosch  | 20 | 5  | 6  | 9  | 35 | 41 | 16  | -6  |                                           |
| 9   | RFC Roermond   | 19 | 7  | 2  | 10 | 28 | 40 | 16  | -12 |                                           |
| 10  | NOAD           | 19 | 4  | 7  | 8  | 36 | 42 | 15  | -6  |                                           |
| 11  | Bleijerheide   | 20 | 2  | 4  | 14 | 22 | 60 | 8   | -38 | Descendido a la segunda división.         |

PJ = Partidos jugados; PG = Partidos ganados; PE = Partidos empatados; PP = Partidos perdidos; GF = Goles a favor; GC = Goles en contra; Pts = Puntos; DG = Diferencia de goles

### Eerste Klasse Oeste-I
| Pos | Equipo              | PJ | PG | PE | PP | GF | GC | Pts | DG  | Notas                                     |
| --- | ------------------- | -- | -- | -- | -- | -- | -- | --- | --- | ----------------------------------------- |
| 1   | DWS                 | 18 | 12 | 3  | 3  | 49 | 26 | 27  | +17 | Clasificado al grupo final por el título. |
| 2   | ADO Den Haag        | 18 | 9  | 6  | 3  | 33 | 23 | 24  | +10 |                                           |
| 3   | Blauw-Wit Amsterdam | 18 | 5  | 8  | 5  | 31 | 22 | 18  | +9  |                                           |
| 4   | Sparta Rotterdam    | 18 | 6  | 5  | 7  | 35 | 38 | 17  | -3  | [Oeste-II]                                |
| 5   | Stormvogels         | 18 | 6  | 5  | 7  | 33 | 38 | 17  | -5  |                                           |
| 6   | CVV Mercurius       | 18 | 6  | 5  | 7  | 24 | 28 | 17  | -4  | [Oeste-II]                                |
| 7   | Hermes DVS          | 18 | 6  | 5  | 7  | 31 | 38 | 17  | -7  | [Oeste-II]                                |
| 8   | Xerxes              | 18 | 6  | 4  | 8  | 38 | 36 | 16  | +2  | [Oeste-II]                                |
| 9   | KFC                 | 18 | 4  | 7  | 7  | 31 | 32 | 15  | -1  |                                           |
| 10  | HBS Craeyenhout     | 18 | 4  | 4  | 10 | 30 | 54 | 12  | -24 | [Oeste-II]                                |

PJ = Partidos jugados; PG = Partidos ganados; PE = Partidos empatados; PP = Partidos perdidos; GF = Goles a favor; GC = Goles en contra; Pts = Puntos; DG = Diferencia de goles
[Oeste-II] Equipos trasladados a la división Oeste-II para la próxima temporada.

### Eerste Klasse Oeste-II
| Pos | Equipo        | PJ | PG | PE | PP | GF | GC | Pts | DG  | Notas                                               |
| --- | ------------- | -- | -- | -- | -- | -- | -- | --- | --- | --------------------------------------------------- |
| 1   | AFC Ajax      | 18 | 12 | 3  | 3  | 47 | 19 | 27  | +28 | Clasificado al grupo final por el título. [Oeste-I] |
| 2   | Feijenoord    | 18 | 12 | 1  | 5  | 40 | 30 | 25  | +10 |                                                     |
| 3   | VUC           | 18 | 10 | 3  | 5  | 47 | 32 | 23  | +15 |                                                     |
| 4   | DOS           | 18 | 8  | 4  | 6  | 41 | 40 | 20  | +1  | [Oeste-I]                                           |
| 5   | HFC Haarlem   | 18 | 7  | 4  | 7  | 48 | 45 | 18  | +3  | [Oeste-I]                                           |
| 6   | DHC Delft     | 18 | 7  | 4  | 7  | 40 | 39 | 18  | +1  |                                                     |
| 7   | VSV           | 18 | 8  | 0  | 10 | 42 | 46 | 16  | -4  | [Oeste-I]                                           |
| 8   | HVV 't Gooi   | 18 | 6  | 3  | 9  | 24 | 34 | 15  | -10 | [Oeste-I]                                           |
| 9   | RFC Rotterdam | 18 | 3  | 5  | 10 | 30 | 56 | 11  | -26 |                                                     |
| 10  | DFC           | 18 | 3  | 1  | 14 | 30 | 48 | 7   | -18 |                                                     |

PJ = Partidos jugados; PG = Partidos ganados; PE = Partidos empatados; PP = Partidos perdidos; GF = Goles a favor; GC = Goles en contra; Pts = Puntos; DG = Diferencia de goles
[Oeste-I] Equipos trasladados a la división Oeste-I para la próxima temporada.

### Grupo final por el campeonato
| Pos | Equipo        | PJ | PG | PE | PP | GF | GC | Pts | DG  |
| --- | ------------- | -- | -- | -- | -- | -- | -- | --- | --- |
| 1   | AFC Ajax      | 8  | 5  | 2  | 1  | 19 | 11 | 12  | +8  |
| 2   | DWS           | 8  | 3  | 4  | 1  | 20 | 11 | 10  | +9  |
| 3   | NEC Nijmegen  | 8  | 4  | 0  | 4  | 21 | 21 | 8   | 0   |
| 4   | FC Eindhoven  | 8  | 2  | 3  | 3  | 14 | 15 | 7   | -1  |
| 5   | Achilles 1894 | 8  | 1  | 1  | 6  | 12 | 28 | 3   | -16 |

PJ = Partidos jugados; PG = Partidos ganados; PE = Partidos empatados; PP = Partidos perdidos; GF = Goles a favor; GC = Goles en contra; Pts = Puntos; DG = Diferencia de goles
|                         |
| Campeón Ajax 7.° título |